# Bitva u Domažlic (panoráma)
Panoráma Bitva u Domažlic je nezrealizovaný velkoformátový obraz o rozměrech 9 krát 30 metrů, navržený akademickým malířem Janem Šebkem (1890–1966). Obraz, který zůstal od roku 1935 pouze ve fázi maloformátové předlohy s několika dílčími částmi, měl zobrazovat výjev z husitského bojiště u Domažlic z roku 1431.

## Historie návrhu

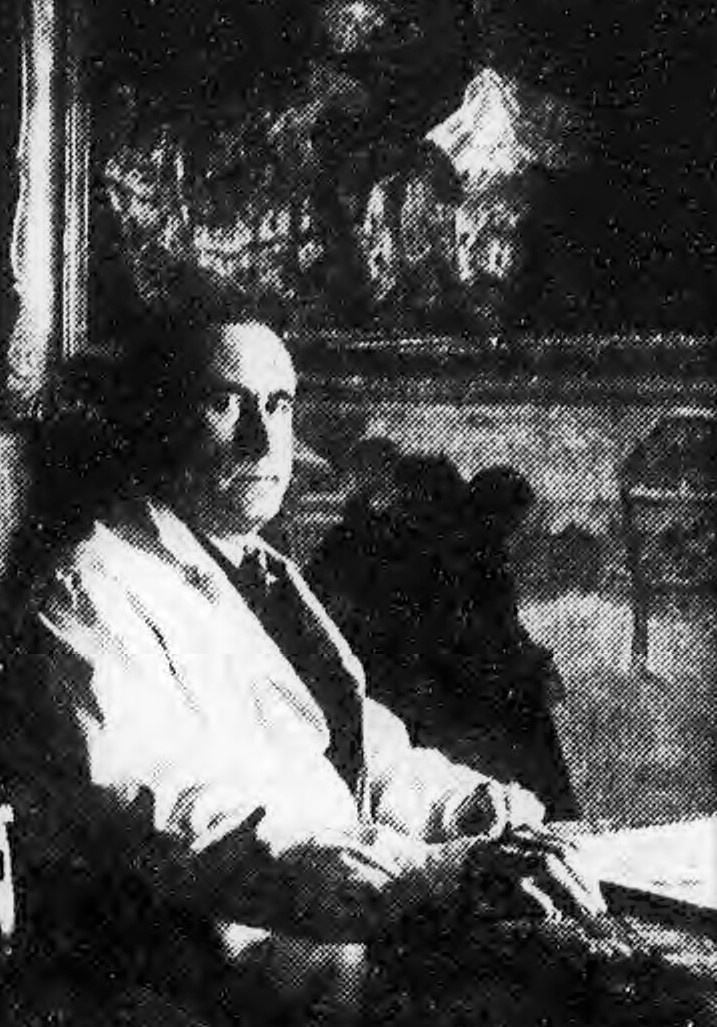
Autor návrhu Jan Šebek (1860-1966)

### První republika
Akademický malíř Jan Šebek poprvé předložil v roce 1933 městské radě v Domažlicích k posouzení svůj návrh složené kompozice velkoplošného historického panoramatu. Obraz, jehož středem mělo být předání nepřátelských korouhví Prokopu Holému, doporučil k rozpracování i Alfons Mucha, u kterého Šebek od roku 1926 pracoval. Dílo podpořil Výbor pro postavení pomníku na oslavu vítězství u Domažlic r. 1431, který již v roce 1931 organizoval oslavy 500. výročí bitvy u Domažlic spolu s položením základního kamene pomníku na vrchu Baldov. Dílo mělo podobu několika rozměrných přípravných kartonů a jednoho velikého obrazu rozvržení kompozice středu dioramy, které mělo být, podobně jako u Maroldova panoramatu z roku 1898, ještě doplněno o plastické popředí se zbraněmi a jinými dekoracemi. Plátno mělo být podsvětlováno s hudebním podkresem husitského chorálu Ktož jsú boží bojovníci.
Ještě v únoru 1933 informoval tisk, že s podporou domažlických kulturních institucí „malíř Jan Šebek započne v nejbližších dnech s přípravnými pracemi“. Náčrtek diorámatu byl vystaven v srpnu 1935 v Domažlicích, při příležitosti slavnosti k výročí bitvy. Další politický vývoj a rozpad Československa uskutečnění díla znemožnily a Jan Šebek pracoval na jiných historických a folklorních tématech. V roce 1936 např. nabízel jihlavské městské radě velkoformátový obraz Vyhlášení basilejských kompaktát na jihlavském náměstí roku 1346, v roce 1941 zhotovil pro radnici v Rožmitále pod Třemšínem obraz Pasování na rytíře pana Lva z Rožmitálu.

### Pokus o poválečné dokončení
V roce 1947 Jan Šebek znovu předložil městu Domažlice návrh na vypracování panoramatu bitvy u Domažlic. Umělec zemřel v roce 1966 a myšlenka realizace panoramatu se neuskutečnila.

## Podporovatelé projektu
Vytvoření díla aktivně podporovali zejména malíř František Michl, skladatel Jindřich Jindřich a historik, profesor Univerzity Karlovy Jindřich Čadík (1891–1979).